# Гаретовский, Николай Викторович
Никола́й Ви́кторович Гаре́товский (7 февраля 1926, Песочня, Путятинский район — 12 сентября 2023, Москва) — советский экономист и государственный деятель, председатель правления Госбанка СССР (1987—1989).

## Биография
В 1942—1946 работал электриком на авиационном заводе в Москве.
В 1946—1950 годах — студент Московского финансового института.
После окончания института в течение 16 лет работал в Министерстве финансов СССР экономистом, старшим экономистом, помощником заместителя министра, заместителем начальника отдела, начальником отдела, заместителем начальника управления. В 1966 перешёл на работу в аппарат ЦК КПСС, где был сначала консультантом, а затем заведующим отделом.
В 1981—1986 — заместитель министра финансов СССР.
В 1986—1987 — первый заместитель министра финансов СССР.
В 1987—1989 — Председатель Правления Государственного банка СССР.
Председатель правления «ДИАМ-банка», «Комунибанка».
Умер 12 сентября 2023 года в Москве.

## Награды
- Орден Трудового Красного Знамени (дважды)
- Орден «Знак Почета»
- медали